# Eidsvoll 1814's
Gli Eidsvoll 1814's sono una squadra di football americano di Eidsvoll, in Norvegia; fondati nel 1995, hanno vinto 9 titoli nazionali.

## Dettaglio stagioni

### Amichevoli
| Stagione | Vin | Par | Per | Tot | PF | PS | avversaria          |
| -------- | --- | --- | --- | --- | -- | -- | ------------------- |
| 2016     | 1   | 0   | 0   | 1   | 38 | 37 | Reykjavík Einherjar |
| Totale   | 1   | 0   | 0   | 1   | 38 | 37 |                     |

### Tornei nazionali

#### Campionato

##### 1. Divisjon/Eliteserien
| Stagione | regular season | regular season | regular season | regular season | regular season | regular season | playoff | playoff | playoff | playoff | playoff | playoff    | playoff                 |
|          | Vin            | Par            | Per            | Tot            | PF             | PS             | Vin     | Per     | Tot     | PF      | PS      | risultato  | avversaria              |
| -------- | -------------- | -------------- | -------------- | -------------- | -------------- | -------------- | ------- | ------- | ------- | ------- | ------- | ---------- | ----------------------- |
| 1999     | 4              | 0              | 2              | 6              | 184            | 87             | 1       | 1       | 2       | 37      | 34      | NM Finale  | Oslo Vikings            |
| 2000     | 4              | 0              | 2              | 6              | 182            | 154            | 1       | 1       | 2       | 82      | 68      | NM Finale  | Oslo Vikings            |
| 2001     | 5              | 0              | 1              | 6              | 102+?          | 75+?           | 2       | 0       | 2       | 85      | 13      | Campioni   | Oslo Vikings            |
| 2009     | 5              | 0              | 0              | 5              | 271            | 94             | 2       | 0       | 2       | 129     | 40      | Campioni   | Oslo Vikings            |
| 2010     | 8              | 0              | 0              | 8              | 306            | 117            | 2       | 0       | 2       | 54      | 19      | Campioni   | Oslo Vikings            |
| 2011     | 4              | 0              | 4              | 8              | 202            | 127            | 1       | 1       | 2       | 60      | 69      | NM Finale  | Oslo Vikings            |
| 2012     | 3              | 0              | 3              | 6              | 170            | 125            | 0       | 1       | 1       | 7       | 41      | Semifinale | Oslo Vikings            |
| 2013     | 7              | 0              | 0              | 7              | 207            | 93             | 2       | 0       | 2       | 40      | 17      | Campioni   | Kristiansand Gladiators |
| 2014     | 6              | 0              | 1              | 7              | 289            | 132            | 1       | 1       | 2       | 83      | 49      | NM Finale  | Kristiansand Gladiators |
| 2015     | 6              | 0              | 1              | 7              | 222            | 76             | 1       | 1       | 2       | 77      | 46      | NM Finale  | Lura Bulls              |
| 2016     | 4              | 0              | 2              | 6              | 121            | 56             | 1       | 1       | 2       | 26      | 29      | NM Finale  | Oslo Vikings            |
| 2017     | 3              | 0              | 3              | 6              | 152            | 129            | 1       | 1       | 2       | 51      | 78      | NM Finale  | Oslo Vikings            |
| 2018     | 2              | 0              | 4              | 6              | 97             | 150            | 1       | 1       | 2       | 75      | 62      | Semifinale | Oslo Vikings            |
| 2019     | 5              | 0              | 1              | 6              | 191            | 123            | 1       | 1       | 2       | 74      | 39      | NM Finale  | Oslo Vikings            |
| 2021     | 3              | 0              | 3              | 6              | 164            | 134            | -       | -       | -       | -       | -       | -          | -                       |
| Totale   | 69             | 0              | 27             | 96             | 2860+?         | 1672+?         | 17      | 10      | 27      | 880     | 604     |            |                         |

Fonti: Enciclopedia del Football - A cura di Roberto Mezzetti

### Tornei internazionali

#### European Football League (1986-2013)
| Stagione | regular season | regular season | regular season | regular season | regular season | regular season | playoff | playoff | playoff | playoff | playoff | playoff          | playoff              |
|          | Vin            | Par            | Per            | Tot            | PF             | PS             | Vin     | Per     | Tot     | PF      | PS      | risultato        | avversaria           |
| -------- | -------------- | -------------- | -------------- | -------------- | -------------- | -------------- | ------- | ------- | ------- | ------- | ------- | ---------------- | -------------------- |
| 2007     | 2              | 0              | 0              | 2              | 98             | 7              | 0       | 1       | 1       | 16      | 63      | Semifinale       | Vienna Vikings       |
| 2008     | -              | -              | -              | -              | -              | -              | 0       | 1       | 1       | 16      | 22      | Quarti di finale | Seinäjoki Crocodiles |
| 2009     | 0              | 0              | 2              | 2              | 19             | 75             | -       | -       | -       | -       | -       | -                | -                    |
| Totale   | 2              | 0              | 2              | 4              | 117            | 82             | 0       | 2       | 2       | 32      | 85      |                  |                      |

Fonti: Enciclopedia del Football - A cura di Roberto Mezzetti

#### Euro Cup
| Stagione | regular season | regular season | regular season | regular season | regular season | regular season | playoff | playoff | playoff | playoff | playoff | playoff   | playoff    |
|          | Vin            | Par            | Per            | Tot            | PF             | PS             | Vin     | Per     | Tot     | PF      | PS      | risultato | avversaria |
| -------- | -------------- | -------------- | -------------- | -------------- | -------------- | -------------- | ------- | ------- | ------- | ------- | ------- | --------- | ---------- |
| 1999     | 0              | 0              | 3              | 3              | 40             | 117            | -       | -       | -       | -       | -       | -         | -          |
| Totale   | 0              | 0              | 3              | 3              | 40             | 117            | -       | -       | -       | -       | -       |           |            |

Fonti: Enciclopedia del Football - A cura di Roberto Mezzetti

### Riepilogo fasi finali disputate
| Anno           | Luogo       | Evento      | Fase del torneo  | Incontro                                  | Risultato |
| 28 agosto 1999 |             | 1. divisjon | NM Finale        | Oslo Vikings - Eidsvoll 1814's            | 28 - 14   |
| 15 luglio 2000 |             | 1. divisjon | NM Finale        | Oslo Vikings - Eidsvoll 1814's            | 68 - 20   |
| 2001           |             | 1. divisjon | NM Finale        | Oslo Vikings - Eidsvoll 1814's            | 7 - 24    |
| 9 giugno 2007  |             | EFL         | Semifinale       | Vienna Vikings - Eidsvoll 1814's          | 63 - 16   |
| 10 maggio 2008 |             | EFL         | Quarti di finale | Eidsvoll 1814's - Seinäjoki Crocodiles    | 16 - 22   |
| 27 giugno 2009 | Oslo        | 1. divisjon | NM Finale        | Oslo Vikings - Eidsvoll 1814's            | 40 - 60   |
| 3 luglio 2010  |             | 1. divisjon | NM Finale        | Oslo Vikings - Eidsvoll 1814's            | 12 - 19   |
| 9 luglio 2011  | Jordal      | 1. divisjon | NM Finale        | Oslo Vikings - Eidsvoll 1814's            | 48 - 20   |
| 30 giugno 2012 |             | 1. divisjon | Semifinale       | Oslo Vikings - Eidsvoll 1814's            | 41 - 7    |
| 6 luglio 2013  |             | 1. divisjon | NM Finale        | Eidsvoll 1814's - Kristiansand Gladiators | 28 - 7    |
| 12 luglio 2014 | Jordal      | Eliteserien | NM Finale        | Eidsvoll 1814's - Kristiansand Gladiators | 21 - 24   |
| 5 luglio 2015  | Oslo        | Eliteserien | NM Finale        | Eidsvoll 1814's - Lura Bulls              | 18 - 40   |
| 2 luglio 2016  | Fredrikstad | Eliteserien | NM Finale        | Oslo Vikings - Eidsvoll 1814's            | 14 - 7    |
| 8 luglio 2017  | Oslo        | Eliteserien | NM Finale        | Oslo Vikings - Eidsvoll 1814's            | 51 - 7    |
| 1º luglio 2018 | Oslo        | Eliteserien | Semifinale       | Oslo Vikings - Eidsvoll 1814's            | 38 - 20   |
| 6 luglio 2019  | Oslo        | Eliteserien | NM Finale        | Oslo Vikings - Eidsvoll 1814's            | 26 - 6    |

## Palmarès
- 9 Campionati norvegesi (2001, 2004-2010, 2013)